# Revenue management
Revenue management of yield management is een vorm van prijsbepaling die gebruikmaakt van prijselasticiteit. Het optimale aantal producten wordt aangeboden aan het juiste aantal klanten tegen de beste prijs. Het principe is afkomstig uit de luchtvaartsector, maar bijvoorbeeld ook in de hotelbranche toegepast. Ook de zogenaamde lastminute-aanbiedingen zijn een vorm van yield management.

## Luchtvaart
Luchtvaartmaatschappijen gebruikten hiervoor speciale software op hun eigen reserveringssystemen, die het juiste aantal stoelen aanbiedt aan het juiste aantal passagiers, tegen de juiste prijs. Deze software gebruikt historische en actuele reserveringsgegevens en doet een voorspelling over toekomstige reserveringen en optimaal gebruik van stoelen. Op basis daarvan wordt ook de actuele prijs van het vliegticket bepaald.

## Hotels
Deze vorm van prijsmanagement wordt ook toegepast in diverse hotels. Het betreft het zo gunstig mogelijk aanbieden en verkopen van hotelkamers met gebruik van forecasting en historische gegevens, en het aanpassen van de prijs op het juiste moment. De meest voorkomende vorm van 'yielden' binnen het hotelwezen is het werken aan de hand van drie tariefgroepen (bij 25% bezetting, 50% bezetting en 75% bezetting) die bepaald worden aan de hand van de huidige en de in het verleden behaalde bezetting van de te boeken overnachting. Hoe eerder er geboekt wordt, des te minder bedden al bezet zijn, en des te lager de prijs. Hoe later er geboekt wordt, des hoger zal de bezetting inmiddels zijn. De kamers zijn dan een schaars goed geworden en dus gaat de prijs omhoog. Door bij aanvang een lagere prijs te vragen zal men meer gasten trekken, waardoor de omzet hoger is dan als men bij de oude hogere prijs zou zijn gebleven. Oftewel "liever 50 gasten voor 50 euro dan 10 gasten voor 75 euro" (2500 euro versus 750 euro omzet). Nog beter is natuurlijk "40 gasten voor 50 euro en 10 gasten voor 75 euro" (2750 euro omzet). Er wordt dan optimaal gebruikgemaakt van de prijselasticiteit van een bepaald goed of dienst.

## Catering en verhuur
Naast revenue management in de hotelbranche bij het verhuren van kamers, is het 'yielden' aangeslagen binnen de sales & banqueting-afdelingen van de grotere hotelketens. Het prijs berekenen op basis van de huidige en in het verleden behaalde beschikbaarheid geldt steeds vaker ook voor onder andere de zaalhuur van congresruimten.

## Nadelen
Gasten kunnen het als onrechtvaardig beschouwen dat de een meer heeft betaald dan de ander. Daarnaast dient men te waken voor aantasting van het eigen imago; men moet nooit te goedkoop worden. Ten slotte is het bedrijfseconomisch gevaarlijk om onder de (integrale) kostprijs te gaan aanbieden, zeker indien dit structureel gebeurt, alhoewel weinig omzet verkieslijker kan zijn dan geen omzet.

## Evaluatie
Deze vorm van marketing wordt ondersteund door voorspellingen op basis van statistieken, nieuwe trends in de markt, boekingssnelheid en gemiddelde verblijfsduur. Hiervoor bestaan verschillende computerprogramma's.